# يلينا ميلوفانوفيتش
يلينا ميلوفانوفيتش (بالصربية: Јелена Миловановић) مواليد 28 أبريل 1989 في كراغوييفاتس، جمهورية يوغوسلافيا الاشتراكية الاتحادية، هي لاعبة كرة سلة صربية. بدأت مسيرتها الاحترافية في سنة 2004. تم اختيارها من قبل فريق واشنطن ميستيكس خلال الدرافت. تلعب مع نادي أفينيدا لكرة السلة للسيدات. مثلت منتخب بلادها. شاركت في دورة الألعاب الأولمبية الصيفية سنة 2016.

## المسيرة الاحترافية
لعبت مع دينامو كورسك من سنة 2013 إلى 2015، ثم لعبت مع واشنطن ميستيكس في سنة 2014، ثم لعبت مع نادي بشكتاش لكرة السلة للسيدات في سنة 2016.

## الإنجازات
- الدوري الأوروبي لكرة السلة للسيدات: الوصافة في 2010–11
- كأس أوروبا لكرة السلة للسيدات: الوصافة في 2013–14

## سجل المنافسة
شاركت في المنافسات التالية:
- الألعاب الأولمبية الصيفية 2016
- كأس العالم لكرة السلة للسيدات 2014

## روابط خارجية
- يلينا ميلوفانوفيتش على موقع الاتحاد الدولي لكرة السلة (الإنجليزية)
- يلينا ميلوفانوفيتش على موقع الاتحاد الوطني لكرة السلة النسائية (الإنجليزية)
- يلينا ميلوفانوفيتش على موقع كرة السلة الأوروبية.كوم (الإنجليزية)
- يلينا ميلوفانوفيتش على موقع بروبوليرز (الإنجليزية)
- يلينا ميلوفانوفيتش على موقع سبورتس رفرنس (الإنجليزية)
- يلينا ميلوفانوفيتش على موقع سبورتس رفرنس (الإنجليزية)
- يلينا ميلوفانوفيتش على موقع اللجنة الأولمبية الدولية (الإنجليزية)
- يلينا ميلوفانوفيتش على موقع أوليمبيديا (الإنجليزية)
- يلينا ميلوفانوفيتش على موقع اللجنة الأولمبية الصربية (الصربية)